# Brucknerallee 110 (Mönchengladbach)

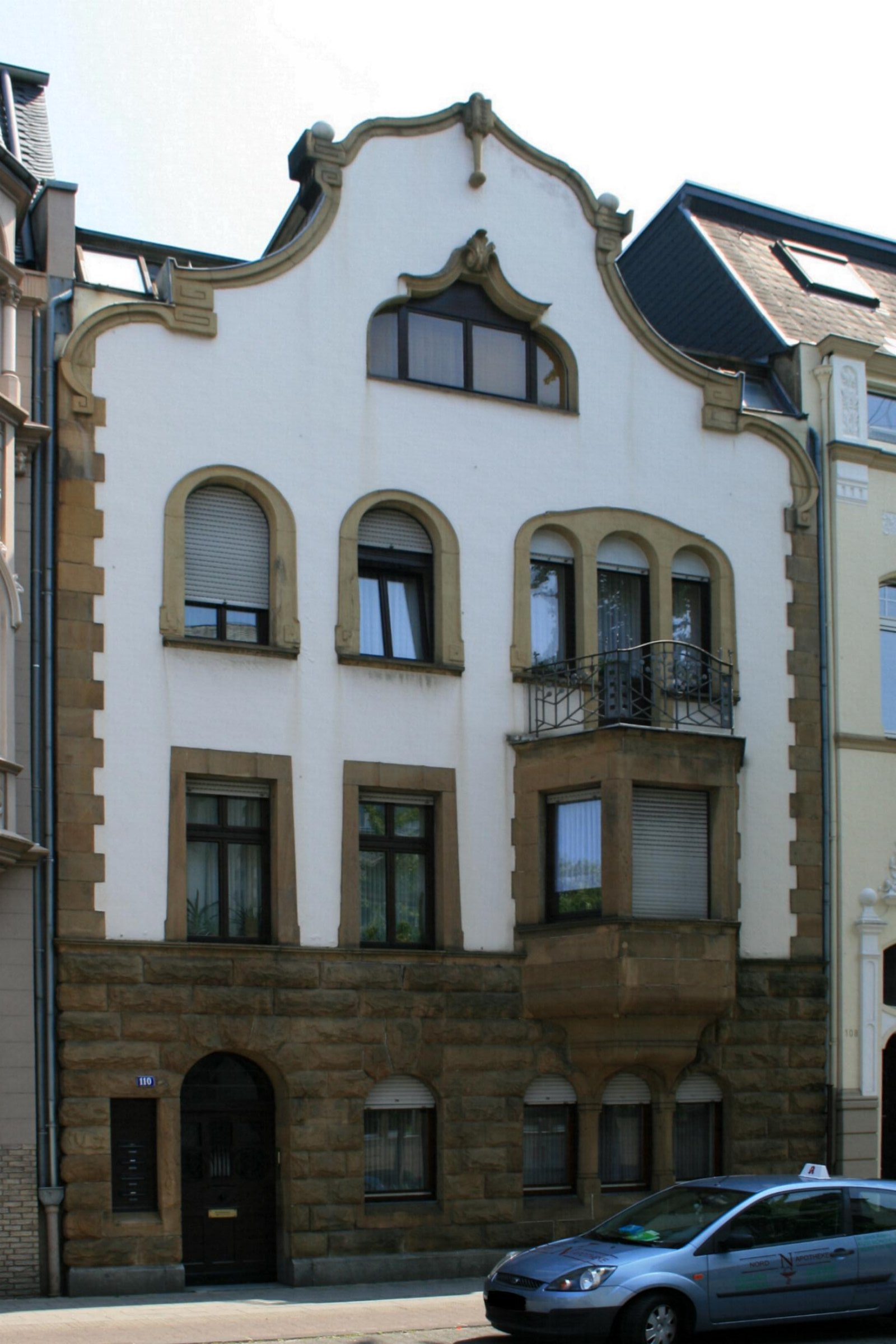
Wohnhaus (2010)

Das Wohnhaus Brucknerallee 110 steht im Stadtteil Rheydt in Mönchengladbach (Nordrhein-Westfalen).
Das Gebäude wurde 1906 erbaut. Es ist unter Nr. B 088 am 6. März 1989 in die Denkmalliste der Stadt Mönchengladbach eingetragen worden.

## Architektur
1906 ließ der Architekt gleichzeitig mit dem Haus Nr. 100/102 dieses Gebäude als Wohnhaus errichten, um es direkt nach der Fertigstellung 1907 zu verkaufen. Das zweiachsige, dreieinhalbgeschossige Haus ist mit einem traufenständigen Giebelwalmdach gedeckt, das durch ein Zwerchdach zum frontalen Blendgiebel und eine Belichtung für den Treppenschacht bereichert ist. Die Fassade besteht im Erdgeschoss aus bossierten Sandsteinquadern. Der geschweifte Giebel ist ebenfalls glatt verputzt.